# 2024年香港國際賽事
2024年香港國際賽事於2024年12月8日在沙田馬場舉行，除了四場國際一級賽外，還包括了國際騎師錦標賽等活動。由於贊助關係，賽事正式名稱為浪琴香港國際賽事2024（Longines Hong Kong International Races 2024）。宣傳口號和上年一樣，為「世界頂尖，匯聚爭霸」。

## 熱身預告賽
浪琴錦標（讓賽）於10月16日在跑馬地馬場的第六場賽事舉行，為香港國際賽事的預告賽。當晚最後由何澤堯策騎的「勇敢巨星」勝出。因為賽事於跑馬地夜賽期間舉行，所以當日夜賽以「浪琴賽馬夜」名義舉行。

## 馬會錦標賽事
三場指定香港國際賽事前哨戰在11月17日舉行，三甲馬匹可獲香港國際賽事優先出賽資格。中銀香港繼續贊助整個賽馬日，亦稱中銀香港賽馬日。

#### 馬會短途錦標
今季已輕勝特首盃及精英碗的嘉應高昇再次展示其極強橫能力，以無敵姿態輕勝而回，其完成時間1分07秒43打破17年前香港馬王蓮華生輝於此賽（當時稱為香港短途錦標預賽）所造的沙田馬場草地1200米場地紀錄時間，而蔡約翰一對參賽馬嫡愛心及驕陽明駒包辦二、三名。

#### 馬會一哩錦標
遨遊氣泡經歷上季遠征出戰安田紀念失利後，今場重配麥道朗即重啟勝門。上季輕勝第一班盃賽香港馬主協會錦標的禪勝輝煌追入一席第二，而全熱門錶之銀河只跑第三。

#### 馬會盃
香港馬王浪漫勇士在最佳拍檔麥道朗胯下，以晨操姿態輕取對手，完成時間為1分59秒70，第三次在2分鐘之內完成2000米賽事。上屆打吡季軍嘉應傳承追入一席亞軍，而長期在中距離分級賽表現穩定的觔斗雲則獲得季軍。

## 國際騎師錦標賽
國際騎師錦標賽將12月4日在跑馬地馬場夜賽舉行，並於12月2日星期一上午進行配馬抽籤。將會以四關賽事一決高下。香港賽馬會公佈了8位邀請騎師，包括2023年國際騎師錦標賽冠軍何澤堯及2023-24年香港馬季冠軍騎師潘頓，還有相隔5年再度參加騎師賽的簡國能。
香港賽馬會亦會根據截止11月20日賽事後的騎師榜排名，選出及潘頓、何澤堯以外兩名騎師榜排行較前列的騎師。因何澤堯以國際騎師錦標賽冠軍名義參加，故此本屆賽事取消香港培訓騎師保障資格。本屆賽事所有騎師過往最少參加一次國際騎師錦標賽。
- 何澤堯：歷來首位香港賽馬會培訓以及華裔國際騎師錦標賽總冠軍[6]。
- 潘頓：七季香港冠軍騎師。
- 金美琪：首位於美國育馬者盃策騎上陣的澳洲騎師[7]。
- 莫雅：2023年浪琴全球最佳騎師。策騎名戰古城贏出三項國際一級賽[8]。
- 巴米高：2025年成為阿加汗馬主主帥騎師[9]。
- 川田將雅：2023年度日本中央競馬會勝出率最高騎師[10]。
- 簡國能：2024年愛爾蘭冠軍平地騎師[11]。
- 麥道朗：2024年浪琴全球最佳騎師。於墨爾本盃嘉年華取下11勝，打破了自己保持的紀錄[12]。
- 杜苑欣：最快速度取下1000場勝利的英國女騎師[13]。
- 布宜學：2023年英國冠軍平地賽騎師[14]。
- 布文：2016年國際騎師錦標賽冠軍。2023-2024年度馬季開始，全季以香港為策騎根據地[15]。
- 田泰安：2019年國際騎師錦標賽冠軍[16]。

| 代表國家/地區 | 騎師     | 第一關 第4場 4班1000米 | 第一關 第4場 4班1000米 | 第二關 第5場 4班1650米 | 第二關 第5場 4班1650米 | 第三關 第7場 3班1650米 | 第三關 第7場 3班1650米 | 第四關 第8場 3班1200米 | 第四關 第8場 3班1200米 | 排名 | 總分 |
| 代表國家/地區 | 騎師     | 座騎名次               | 得分                   | 座騎名次               | 得分                   | 座騎名次               | 得分                   | 座騎名次               | 得分                   | 排名 | 總分 |
| ------------- | -------- | ---------------------- | ---------------------- | ---------------------- | ---------------------- | ---------------------- | ---------------------- | ---------------------- | ---------------------- | ---- | ---- |
| 法國          | 巴米高   | 1                      | 12                     | 2                      | 6                      | 6                      | 0                      | 1                      | 12                     | 1    | 30   |
| 新西兰        | 麥道朗   | 5                      | 0                      | 1                      | 12                     | 7                      | 0                      | 7                      | 0                      | 2    | 12   |
| 英国          | 杜苑欣   | 6                      | 0                      | 8                      | 0                      | 1                      | 12                     | 11                     | 0                      | 2    | 12   |
| 爱尔兰        | 簡國能   | 8                      | 0                      | 3                      | 4                      | 9                      | 0                      | 2                      | 6                      | 4    | 10   |
| 香港          | 何澤堯   | 3                      | 4                      | 11                     | 0                      | 11                     | 0                      | 3                      | 4                      | 5    | 8    |
| 英国          | 布宜學   | 2                      | 6                      | 9                      | 0                      | 4                      | 0                      | 5                      | 0                      | 6#   | 6    |
| 香港          | 田泰安   | 10                     | 0                      | 6                      | 0                      | 2                      | 6                      | 9                      | 0                      | 7    | 6    |
| 香港          | 潘頓     | 7                      | 0                      | 12                     | 0                      | 3                      | 4                      | 12                     | 0                      | 8    | 4    |
|               | 金美琪   | 4                      | 0                      | 9                      | 0                      | 5                      | 0                      | 4                      | 0                      | 9@   | 0    |
| 香港          | 布文     | 12                     | 0                      | 4                      | 0                      | 12                     | 0                      | 8                      | 0                      | 10#  | 0    |
| 英国          | 莫雅     | 9                      | 0                      | 7                      | 0                      | 8                      | 0                      | 10                     | 0                      | 11   | 0    |
| 日本          | 川田將雅 | 11                     | 0                      | 5                      | 0                      | 10                     | 0                      | 6                      | 0                      | 11   | 0    |

備註：各騎師所代表的國家或地區由香港賽馬會發佈，騎師或在此以前代表另一個國家或地區參賽。
@有關騎師其中兩場賽事中取得第四，排名較得分相同的其他騎師為高。
#有關騎師其中一場賽事中取得第四，排名較得分相同的其他騎師為高。
法國騎師巴米高率先憑著38倍冷門胡椒軍曹，贏出第一關賽事。接著第二關賽事，麥道朗策騎大力猴王險勝巴米高策騎的龍船快。杜苑欣憑著太陽勇士贏出第三關1650米賽事。巴米高於第四關憑著獲啡燈支持的晨曦儷人克服12檔贏出賽事，以30分成為積分總冠軍。至於練馬師伍鵬志取得1冠1季，獲得國際騎師錦標賽的最佳練馬師特別獎金。

## 香港國際賽事
本屆香港盃及香港一哩錦標獎金較2023年賽事增加400萬港元獎金。於首階段截止報名合共有191匹報名馬匹。另外有五匹補充報名馬匹，分別於10月24日公佈其中兩匹。另外補充報名截止後收到三匹補充報名，一匹來自香港，另外兩匹來自英國。本屆賽事獲達馬匹達59匹，是繼2008年後首次在公佈出賽名單時四場賽事均為14匹馬出賽。另有三匹香港短途錦標後備馬匹，此外獲參加香港盃的安騁則於香港瓶列為後備。香港賽馬會於比賽當日第一場開跑前邀請韓國歌手Rain鄭智薰表演。
| 賽事         | 總獎金（港元） | 冠軍        | 亞軍       | 季軍       | 第四名     | 第五名     | 第六名   |
| ------------ | -------------- | ----------- | ---------- | ---------- | ---------- | ---------- | -------- |
| 香港瓶       | $24,000,000    | $13,440,000 | $5,040,000 | $2,760,000 | $1,440,000 | $840,000   | $480,000 |
| 香港短途錦標 | $26,000,000    | $14,560,000 | $5,460,000 | $2,990,000 | $1,560,000 | $910,000   | $520,000 |
| 香港一哩錦標 | $36,000,000    | $20,160,000 | $7,560,000 | $4,140,000 | $2,160,000 | $1,260,000 | $720,000 |
| 香港盃       | $40,000,000    | $22,400,000 | $8,400,000 | $4,600,000 | $2,400,000 | $1,400,000 | $800,000 |

- 以上四場比賽首次納入香港賽馬會「全球匯合彩池」博彩品牌。

### 香港瓶
開跑時間：下午2時10分（UTC+8）
| 馬號 | 馬匹     | 代表國家/地區 | 騎師   | 練馬師         | 國際評分 | 負磅 | 馬齡 | 檔位 |
| ---- | -------- | ------------- | ------ | -------------- | -------- | ---- | ---- | ---- |
| 1    | 不戰而勝 |               | 薛凱華 | 菲德文及菲敦盟 | 121      | 126  | 7    | 1    |
| 2    | 遠飛標槍 | 英国          | 莫艾誠 | 布銘球         | 119      | 126  | 5    | 5    |
| 3    | 盧森堡   | 爱尔兰        | 莫雅   | 岳伯仁         | 119      | 126  | 5    | 9    |
| 4    | 譽滿杜拜 | 英国          | 馬昆   | 郗國思         | 118      | 126  | 6    | 6    |
| 5    | 鮮紅葉   | 法國          | 溫蘿   | 顧永賢         | 117      | 126  | 7    | 4    |
| 6    | 侯爵     | 法國          | 巴米高 | 費伯華         | 116      | 126  | 4    | 12   |
| 7    | 草如茵   | 日本          | 杜滿樂 | 池添學         | 116      | 126  | 5    | 2    |
| 8    | 錶之五知 | 香港          | 艾道拿 | 告東尼         | 113      | 126  | 6    | 11   |
| 9    | 浪接浪   | 爱尔兰        | 羅敦   | 岳伯仁         | 112      | 126  | 4    | 7    |
| 10   | 當年情   | 香港          | 蔡明紹 | 告東尼         | 111      | 126  | 6    | 10   |
| 11   | 嘉應傳承 | 香港          | 艾兆禮 | 伍鵬志         | 108      | 126  | 4    | 3    |
| 12   | 安騁     | 香港          | 麥道朗 | 蔡約翰         | 107      | 126  | 4    | 8    |
| 13   | 橡木城   | 日本          | 莫雷拉 | 國枝榮         | 114+4    | 117  | 3    | 13   |

宣佈獲選馬匹名單後退出馬匹：月正滿天、歌利巨人（11月26日退出，日本盃後宣佈放棄競逐香港瓶），由後備馬匹安騁補上。
- 不戰而勝上年成為繼2001年靈氣逼人（英语：Ethereal (horse)）後，第二匹馬包辦考菲爾德盃（英语：Caulfield Cup）及墨爾本盃冠軍，之後因傷缺陣超過一年，上仗於維省賽馬會冠軍錦標（英语：Champions Stakes）復出即跑獲一席季軍。
- 遠飛標槍主要角逐大長途賽事，除了成功衛冕約克郡盃（英语：Yorkshire Cup (horse race)）之外，亦贏出2400米二級賽太子妃錦標（英语：Princess of Wales's Stakes），上仗在愛爾蘭聖烈治大賽（英语：Irish St. Leger）只被歐洲長途王饒舌達人（英语：Kyprios (horse)）擊敗跑第三。
- 盧森堡由兩歲到五歲均能勝出一級賽，上屆角逐香港盃亦僅敗給浪漫勇士，今年則於加冕盃（英语：Coronation Cup）取下勝利，原本已宣佈將轉往古摩亞育馬場成為國家狩獵種馬[30]，但古摩亞幕後最後決定來港後才退役。
- 譽滿杜拜過去三次訪港均跑2000米途程，今年七月初勝出法國2400米聖格盧大賽（英语：Grand Prix de Saint-Cloud），首次於歐洲贏出一級賽，賽後已高調宣佈將會參加香港瓶。
- 鮮紅葉前兩年先後勝出皇家橡樹大賽（英语：Prix_Royal-Oak）及根利大賽（英语：Prix Ganay），今年贏出二級賽福伊錦標（英语：Prix Foy），並在英國冠軍錦標跑獲第四。
- 侯爵今年雖未勝，但曾在尚蒂伊大賽（英语：Grand Prix de Chantilly）僅不敵上屆此賽冠軍真強（日语：ジュンコ）。
- 草如茵今年勝出京都紀念賽，寶塚紀念賽力拼下跑獲殿軍，得悉獲邀參與香港瓶後，放棄出戰日本盃。
- 上季最佳長途馬錶之五知至今一直在中長途賽事表現穩定，今年遮打盃不敵當時全球最高國際評分草地馬匹桀驁之戀（英语：Rebel's Romance）。
- 浪接浪三歲時勝出英國聖烈治大賽，但近期整體表現失望，唯一勝仗為三級賽皇家馬鞭錦標[31]。
- 當年情上季勝出皇太后紀念盃，今季則在婦女銀袋賽奪亞。
- 嘉應傳承為本屆香港國際賽事中香港評分最低的馬匹，今年香港打吡大賽以大逃戰略獲得一席季軍，另外上仗於馬會盃獲得一席亞軍。
- 安騁於婦女銀袋賽以最輕負磅馬匹取勝[32]，上仗馬會盃跑獲第四，轉跑香港瓶後即改用麥道朗出擊。
- 橡木城在莫雷拉胯下勇奪日本一千堅尼，之後兩關日本橡樹大賽及秋華賞改配戶崎圭太（日语：戸崎圭太）仍能上名[33]。

#### 香港瓶賽果
| 名次 | 馬號 | 馬匹     | 時間    | 勝負距離 |
| ---- | ---- | -------- | ------- | -------- |
| 1    | 2    | 遠飛標槍 | 2:27.53 |          |
| 2    | 4    | 譽滿杜拜 | 2:27.92 | 2-1/2    |
| 3    | 13   | 橡木城   | 2:28.07 | 3-1/2    |
| 4    | 12   | 安騁     | 2:28.11 | 3-3/4    |
| 5    | 3    | 盧森堡   | 2:28.18 | 4        |
| 6    | 6    | 侯爵     | 2:28.22 | 4-1/4    |
| 7    | 8    | 錶之五知 | 2:28.24 | 4-1/2    |
| 8    | 5    | 鮮紅葉   | 2:28.27 | 4-3/4    |
| 9    | 9    | 浪接浪   | 2:28.56 | 6-1/2    |
| 10   | 10   | 當年情   | 2:29.48 | 12-1/4   |
| 11   | 7    | 草如茵   | 2:29.69 | 13-1/2   |
| 12   | 1    | 不戰而勝 | 2:30.10 | 16       |
| 13   | 11   | 嘉應傳承 | 2:30.12 | 16-1/4   |

### 香港短途錦標
開跑時間：下午2時50分（UTC+8）
| 馬號 | 馬匹     | 代表國家/地區 | 騎師     | 練馬師   | 國際評分 | 負磅 | 馬齡 | 檔位 |
| ---- | -------- | ------------- | -------- | -------- | -------- | ---- | ---- | ---- |
| 1    | 嘉應高昇 | 香港          | 潘頓     | 大衛希斯 | 121      | 126  | 4    | 11   |
| 2    | 加州星球 | 香港          | 艾道拿   | 告東尼   | 120      | 126  | 6    | 2    |
| 3    | 賢德之君 | 日本          | 西村淳也 | 杉山晴紀 | 116      | 126  | 4    | 9    |
| 4    | 維港智能 | 香港          | 梁家俊   | 沈集成   | 116      | 126  | 6    | 13   |
| 5    | 賢者無敵 | 香港          | 薛恩     | 賀賢     | 115      | 126  | 5    | 12   |
| 6    | 威力奔騰 | 香港          | 潘明輝   | 賀賢     | 109      | 126  | 7    | 3    |
| 7    | 星迷     | 英国          | 黎應揚   | 白祈達   | 115      | 126  | 3    | 10   |
| 8    | 濠城     | 日本          | 菅原明良 | 高柳瑞樹 | 115      | 126  | 5    | 5    |
| 9    | 里見夢境 | 日本          | 莫雷拉   | 堀宣行   | 113      | 126  | 5    | 4    |
| 10   | 摯誠推介 |               | 薛凱華   | 馬漢雅   | 112      | 126  | 5    | 8    |
| 11   | 幸運有您 | 香港          | 艾兆禮   | 羅富全   | 111      | 126  | 6    | 7    |
| 12   | 驕陽明駒 | 香港          | 布文     | 蔡約翰   | 110      | 126  | 5    | 1    |
| 13   | 嫡愛心   | 香港          | 麥道朗   | 蔡約翰   | 110      | 126  | 5    | 6    |
| 14   | 美麗第一 | 香港          | 巴度     | 伍鵬志   | 105      | 126  | 4    | 14   |

宣佈獲選馬匹後退出馬匹：綠族無限（11月22日退出）、貴氣派（12月5日宣佈出賽馬匹退出，因血液異常），由後備馬匹威力奔騰補上
後備馬匹：合夥奔馳（最終未能補上）
- 上季最佳新馬嘉應高昇自今年3月以來，以六連勝姿態參加賽事，包括勝出沙田銀瓶、香港特區行政長官盃、精英碗以及馬會短途錦標，更於馬會短途錦標打破沙田馬場1200米場地紀錄時間。
- 同季最佳短途馬加州星球是前屆香港一哩錦標冠軍，上季中開始縮程往短途發展，連勝女皇銀禧紀念盃及阿喬斯短途錦標[34]。
- 賢德之君今年先勝出三級賽絲路錦標（日语：シルクロードステークス），不過於高松宮紀念賽大熱倒灶，傷愈復出後於短途馬錦標中與濠城展開激鬥下，險勝對手而回，首嘗一級賽滋味[35]。
- 維港智能攻下百週年紀念短途盃後，兩個月後於高松宮紀念賽跑獲季軍。
- 賢者無敵贏出主席短途獎，是香港賽馬會恢復練馬師賽馬團體制度後，首匹勝出一級賽馬匹。
- 威力奔騰3月田草一班1200米壓倒嫡愛心、賢者無敵，並於三級賽精英盃上名。
- 星迷於隆尚教堂大賽（英语：Prix de l'Abbaye de Longchamp）遇上意外大敗後，隨即爆冷勝出育馬者盃草地短途大賽，以補充報名身份加入[36]。
- 濠城9月贏出人馬錦標後，於短途馬錦標奪亞。
- 里見夢境4月贏出表列賽春雷錦標後，先後勝出兩場三級賽函館短途錦標（日语：函館スプリントステークス）及堅蘭盃（日语：キーンランドカップ）。
- 摯誠推介曾於6月至8月期間連贏三場三級賽，上仗於墨爾本盃嘉年華一場表列賽跑獲季軍。
- 上屆亞軍幸運有您於百週年紀念短途盃跑獲亞軍，兩度於一級賽上名。
- 驕陽明駒上季連勝四歲馬系列賽首兩關香港經典一哩賽及香港經典盃，尾關香港打吡大賽大敗後，經過一輪休養，今季縮程角逐短途賽事即兩次於分級賽上名。
- 嫡愛心為前季最佳新馬，上仗在馬會短途錦標奪亞。
- 美麗第一季初勝出三級賽國慶盃，增程1200米分級賽亦多次跑近。

#### 香港短途錦標賽果
| 名次 | 馬號 | 馬匹     | 時間    | 勝負距離 |
| ---- | ---- | -------- | ------- | -------- |
| 1    | 1    | 嘉應高昇 | 1:08.15 |          |
| 2    | 12   | 驕陽明駒 | 1:08.25 | 1/2      |
| 3    | 9    | 里見夢境 | 1:08.27 | 3/4      |
| 4    | 2    | 加州星球 | 1:08.48 | 2        |
| 5    | 13   | 嫡愛心   | 1:08.74 | 3-3/4    |
| 6    | 14   | 美麗第一 | 1:08.76 | 3-3/4    |
| 7    | 6    | 威力奔騰 | 1:08.79 | 4        |
| 8    | 11   | 幸運有您 | 1:08.93 | 5        |
| 9    | 8    | 濠城     | 1:08.94 | 5        |
| 10   | 5    | 賢者無敵 | 1:08.95 | 5        |
| 11   | 3    | 賢德之君 | 1:09.41 | 7-3/4    |
| 12   | 10   | 摯誠推介 | 1:10.15 | 12-1/2   |
| 13   | 7    | 星迷     | 1:10.65 | 15-1/2   |
| 14   | 4    | 維港智能 | 1:11.06 | 18-1/4   |

### 香港一哩錦標
開跑時間：下午4時（UTC+8）
| 馬號 | 馬匹     | 代表國家/地區 | 騎師     | 練馬師   | 國際評分 | 負磅 | 馬齡 | 檔位 |
| ---- | -------- | ------------- | -------- | -------- | -------- | ---- | ---- | ---- |
| 1    | 神志勇進 | 日本          | 莫雷拉   | 池江泰壽 | 121      | 126  | 6    | 10   |
| 2    | 遨遊氣泡 | 香港          | 麥道朗   | 姚本輝   | 119      | 126  | 6    | 5    |
| 3    | 好天朗   |               | 薛恩     | 高亮能   | 118      | 126  | 6    | 4    |
| 4    | 永遠美麗 | 香港          | 潘頓     | 蔡約翰   | 116      | 126  | 6    | 11   |
| 5    | 美麗同享 | 香港          | 艾道拿   | 告東尼   | 116      | 126  | 8    | 13   |
| 6    | 錶之銀河 | 香港          | 何澤堯   | 伍鵬志   | 116      | 126  | 5    | 14   |
| 7    | 港邊小區 | 英国          | 薛凱華   | 游孝廉   | 115      | 126  | 4    | 2    |
| 8    | 越駿歡欣 | 香港          | 巴度     | 羅富全   | 114      | 126  | 5    | 6    |
| 9    | 紅運帝王 | 香港          | 布文     | 蔡約翰   | 114      | 126  | 5    | 12   |
| 10   | 禪勝輝煌 | 香港          | 田泰安   | 呂健威   | 111      | 126  | 4    | 1    |
| 11   | 神虎龍駒 | 香港          | 艾兆禮   | 伍鵬志   | 110      | 126  | 5    | 9    |
| 12   | 遠觀天象 | 日本          | 川田將雅 | 高野友和 | 118      | 125  | 3    | 8    |
| 13   | 別具風味 | 法國          | 杜滿樂   | 雷里雅   | 118      | 125  | 3    | 7    |
| 14   | 齋月     | 英国          | 莫雅     | 范景新   | 116      | 125  | 3    | 3    |

- 上屆殿軍神志勇進今年在日本四場賽事都不失三甲，在安田紀念賽奪季後再在一哩冠軍賽中大勝而回，繼安田紀念賽後再度與莫雷拉合作。
- 遨遊氣泡上季一換上麥道朗即在此賽奪亞，雖在海外遠征失利，不過保持住曾勝出董事盃的氣勢，十個月後贏出馬會一哩錦標。
- 澳洲代表好天朗為印度裔香港馬主智浩（亦是呂健威馬房賽駒「魔法豆」馬主）擁有，今年在杜勒讓賽（英语：Toorak Handicap）大勝6個半馬位，來港前在維省賽馬會冠軍一哩賽（英语：VRC Champions Mile）僅敗給樂觀派跑獲亞軍。
- 永遠美麗上季冠軍一哩賽首度攻下一級賽。
- 美麗同享老而彌堅，仍然繼續在高水平一哩賽事發揮表現，上季亦勝出主席錦標。
- 錶之銀河為上季最佳四歲馬，上季先在女皇銀禧紀念盃及香港打吡大賽奪亞，六月連勝獅子山錦標及精英盃，今季攻下沙田錦標。
- 港邊小區於女皇安妮錦標僅不敵今年的歐洲一哩王卓倫谷屈居亞軍，之後三仗增程中距離發展均無功而還。
- 越駿歡欣上季轉投羅富全馬房後大變身，贏出5場賽事之餘，亦攻陷一月盃，今季一復出即在馬會一哩錦標跑獲第四。
- 紅運帝王贏出一班賽賀年盃後，於女皇銀禧紀念盃及冠軍一哩賽上名。
- 禪勝輝煌上季贏下6場1600米賽事，更贏得一班賽香港馬主協會錦標[37]，新馬季三仗分級賽悉數上名。
- 神虎龍駒上季在大蝕分的情況下攻下華商會挑戰盃，五月亦贏出一場一班1400米賽事[38]。
- 2023年度JRA獎最佳兩歲雄馬遠觀天象今季先在日本二千堅尼奪季再攻下NHK一哩賽，原定於富士錦標復出，但因發燒避戰，決定直接出戰香港一哩錦標。
- 贏出紀爾斯大賽（英语：Prix Maurice de Gheest）的別具風味保持六戰全捷但南下澳洲出戰金鷹錦標（英语：Golden Eagle (horse race)）不敵湖林麗城屈居亞軍，不敗之身被打破，馬主於賽前任命杜滿樂為馬主主帥[39]。
- 齋月於10月凱旋門週末贏出二級賽韋士登錦標（英语：Prix Daniel Wildenstein）後，隨即於雅康納凱旋門拍賣會上以150萬歐元被香港馬販購入，並交由玉龍馬業以張月勝個人名義擁有[40]，國際賽後將會留港，由廖康銘訓練[41]。

#### 香港一哩錦標賽果
| 名次 | 馬號 | 馬匹     | 時間    | 勝負距離 |
| ---- | ---- | -------- | ------- | -------- |
| 1    | 2    | 遨遊氣泡 | 1:33.34 |          |
| 2    | 1    | 神志勇進 | 1:33.53 | 1-1/4    |
| 3    | 5    | 美麗同享 | 1:33.62 | 1-3/4    |
| 4    | 4    | 永遠美麗 | 1:33.68 | 2        |
| 5    | 8    | 越駿歡欣 | 1:33.69 | 2-1/4    |
| 6    | 10   | 禪勝輝煌 | 1:33.66 | 2        |
| 7    | 6    | 錶之銀河 | 1:33.70 | 2-1/4    |
| 8    | 9    | 紅運帝王 | 1:33.74 | 2-1/2    |
| 9    | 13   | 別具風味 | 1:33.85 | 3-1/4    |
| 10   | 11   | 神虎龍駒 | 1:29.48 | 4-3/4    |
| 11   | 3    | 好天朗   | 1:34.29 | 6        |
| 12   | 7    | 港邊小區 | 1:34.30 | 6        |
| 13   | 12   | 遠觀天象 | 1:34.80 | 9        |
| 14   | 14   | 齋月     | 1:36.02 | 16-3/4   |

### 香港盃
開跑時間：下午4時45分（UTC+8），因應香港一哩錦標研訊，賽事較原定延遲5分鐘開跑。
| 馬號 | 馬匹     | 代表國家/地區 | 騎師     | 練馬師     | 國際評分 | 負磅 | 馬齡 | 檔位 |
| ---- | -------- | ------------- | -------- | ---------- | -------- | ---- | ---- | ---- |
| 1    | 浪漫勇士 | 香港          | 麥道朗   | 沈集成     | 122      | 126  | 6    | 1    |
| 2    | 飛舞心靈 | 英国          | 柯浩新   | 范鴻禧     | 120      | 126  | 7    | 10   |
| 3    | 直線力山 | 香港          | 艾道拿   | 姚本輝     | 118      | 126  | 6    | 4    |
| 4    | 鍵琴高奏 | 日本          | 連達文   | 堀宣行     | 118      | 126  | 4    | 7    |
| 5    | 奇力駒   | 法國          | 范以誠   | 雷拿及雷恩 | 117      | 126  | 5    | 8    |
| 6    | 觔斗雲   | 香港          | 艾兆禮   | 姚本輝     | 114      | 126  | 7    | 2    |
| 7    | 勇狐隊   | 英国          | 莫艾誠   | 包義定     | 112      | 126  | 4    | 11   |
| 8    | 安遇     | 香港          | 布文     | 賀賢       | 111      | 126  | 5    | 6    |
| 9    | 自由島   | 日本          | 川田將雅 | 中内田充正 | 121+4    | 122  | 4    | 5    |
| 10   | 滿足     | 爱尔兰        | 莫雅     | 岳伯仁     | 115+4    | 119  | 3    | 9    |
| 11   | 展翼遨飛 | 爱尔兰        | 羅敦     | 岳伯仁     | 114+4    | 119  | 3    | 3    |

宣佈獲選馬匹名單後退出馬匹：安騁（11月26日退出，轉戰香港瓶）、悉力（11月28日退出，因狀態不足，將直接交由澳洲練馬師華禮納訓練）、大至尊（12月4日退出，因左後腿骨受傷）
- 上季奪得香港馬王的浪漫勇士今年6月遠征日本勝出安田紀念賽，成為繼友瑩格後第二匹一季內在三地贏出一級賽的馬匹，今季於馬會盃復出輕鬆大勝而回，如果今屆能夠成功衛冕此賽的話就可以打破加州萬里兩連霸的紀錄。
- 飛舞心靈由前曼聯傳奇領隊費格遜擁有，上賽於巴林國際錦標中順利後上成功衛冕[43]，連同2024年贏出新未來城草地盃後，於中東地區贏出三場二級賽。
- 直線力山於上屆此賽中跑獲殿軍，新馬季轉投姚本輝馬房，近期表現以沙田錦標跑獲殿軍表現最佳。
- 鍵琴高奏為去年日本打吡大賽冠軍，亦成為第一匹日本打吡冠軍參與香港國際賽事，今年雖然未有交出頭馬，但上仗於秋季天皇賞不敵前年前賽兼去年有馬紀念賽盟主勝局在望跑獲亞軍[44]。
- 奇力駒於2024年轉投法國練馬師後，於中距離賽事屢度建功，包括擊敗月正滿天勝出一級賽巴伐利亞大賽（英语：Bayerisches Zuchtrennen）。
- 觔斗雲是一匹長期表現穩定的馬匹，上季開始角逐分級賽，並贏出三級賽百週年紀念銀瓶，上賽於馬會盃上名跑獲季軍證明本身實力。
- 勇狐隊上年3歲時曾贏出東帝錦標（英语：Dante Stakes），並於美國一級賽貝蒙打吡邀請錦標（英语：Belmont Derby）跑第二，於香港盃賽前三週，於紐卡素馬場膠沙地表列賽邱吉爾錦標大勝譽滿杜拜等馬，賽後決定補充報名加入參與香港盃。
- 安遇上季贏出婦女銀袋賽後，表現未見突出，新馬季轉投賀賢馬房，但近期於馬會盃跑近。
- 自由島為去年日本三冠雌馬，2024年僅出戰兩場比賽，先於杜拜司馬經典賽跑獲一席季軍，之後因傷患留待秋季天皇賞才復出但狀態不足大敗而回。
- 滿足於愛爾蘭橡樹大賽（英语：Irish Oaks）跑獲亞軍後，於約克郡橡樹大賽（英语：Yorkshire Oaks）反勝觸動心扉奪冠。
- 展翼遨飛於今年8月贏出高運園馬場表列賽後，連續三戰於雌馬分級賽上名，包括英國冠軍雌馬錦標（英语：British Champions Fillies' and Mares' Stakes）跑獲亞軍，上戰於育馬者盃草地大賽面對雄馬，跑獲第五。

#### 香港盃賽事結果
| 名次 | 馬號 | 馬匹     | 時間    | 勝負距離 |
| ---- | ---- | -------- | ------- | -------- |
| 1    | 1    | 浪漫勇士 | 2:00.51 |          |
| 2    | 9    | 自由島   | 2:00.74 | 1-1/2    |
| 3    | 4    | 鍵琴高奏 | 2:00.97 | 2-3/4    |
| 4    | 7    | 勇狐隊   | 2:01.29 | 4-3/4    |
| 5    | 3    | 直線力山 | 2:01.31 | 5        |
| 6    | 5    | 奇力駒   | 2:01.52 | 6-1/4    |
| 7    | 10   | 滿足     | 2:01.53 | 6-1/2    |
| 8    | 2    | 飛舞心靈 | 2:01.60 | 6-3/4    |
| 9    | 6    | 觔斗雲   | 2:01.84 | 8-1/4    |
| 10   | 11   | 展翼遨飛 | 2:02.12 | 10       |
| 11   | 8    | 安遇     | 2:02.84 | 14-1/2   |

## 其他活動
其他活動包括:
- 12月2日國際騎師錦標賽馬匹配對及排位抽籤
- 12月3日國際騎師錦標賽傳媒招待會
- 12月5日，香港國際賽事排位抽籤
- 12月6日浪琴香港國際賽事歡迎晚宴，並向麥道朗頒發2024年浪琴全球最佳騎師獎項[45]

## 賽事紀錄
- 浪漫勇士勝出香港盃後，獎金紀錄已超越金鎗六十原有紀錄，亦成為首匹於香港盃三連霸的馬匹。
- 歷來首次出現馬會錦標賽日三匹冠軍馬匹全數贏出香港國際賽事比賽。
- 相隔12年英國代表憑著遠飛標槍再次贏出香港國際賽事。[46]
- 香港盃三重彩派彩為100港元，為歷來香港國際賽事最低派彩。

## 外部連結
- 浪琴香港國際賽事2024 （页面存档备份，存于）
- 2024年浪琴香港國際賽事–馬匹往績特刊 （页面存档备份，存于）